# Donald Johan Kuenen

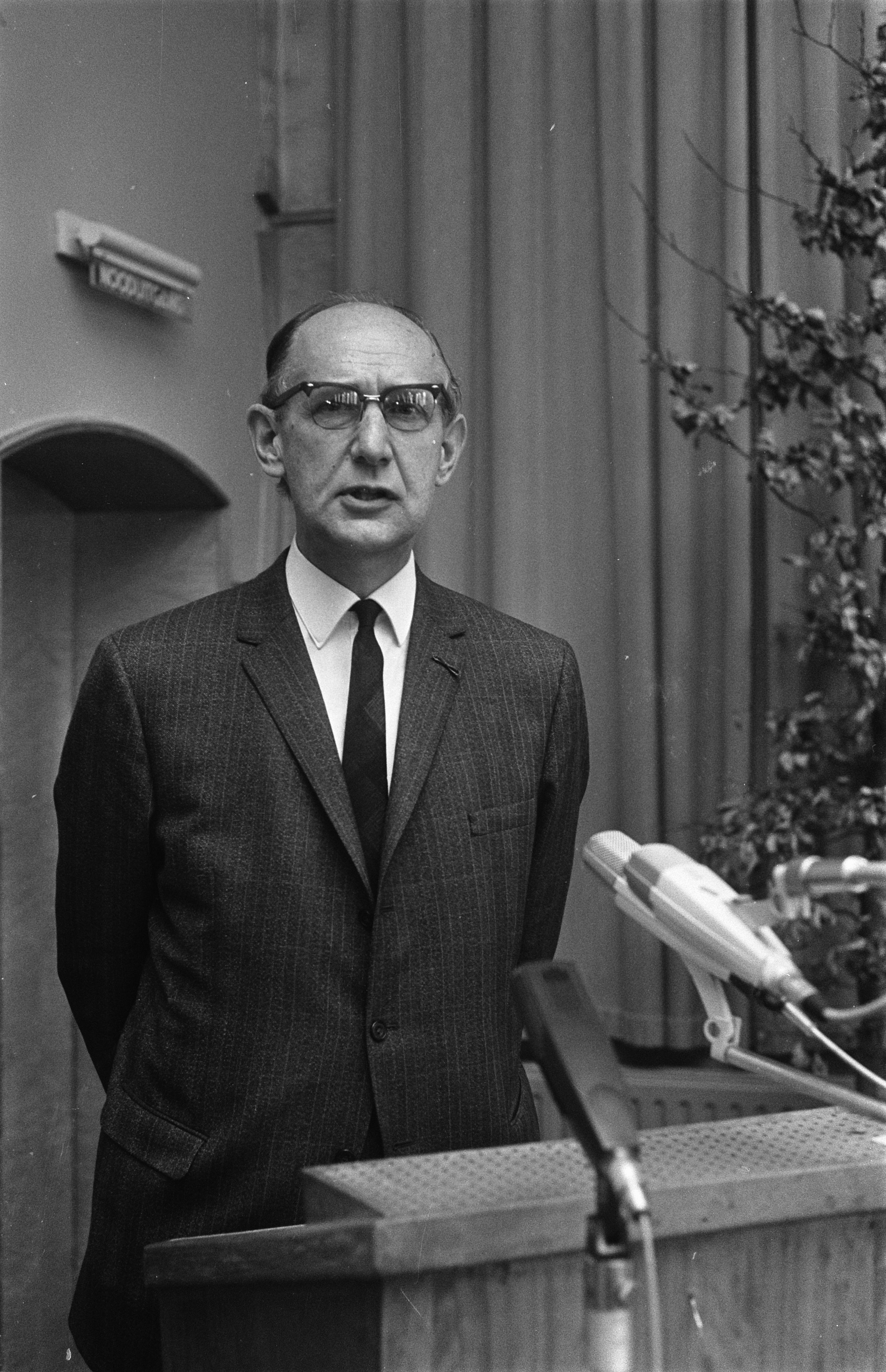
Donald Johan Kuenen

Donald Johan „Don“ Kuenen (* 19. März 1912 in Leiden; † 21. September 1995 in Oegstgeest) war ein niederländischer Biologe.

## Leben
Donald Johan war der Sohn des Leidener Professors Johannes Petrus Kuenen. 1923 hatte er das städtische Gymnasium in Leiden besucht und 1930 an der Universität Leiden ein Studium der Biologie begonnen. Am 31. Oktober 1933 bestand er sein Kandidatenexamen, wurde 1933 Assistent am Zoologischen Labor bei Cornelis Jakob van der Klaauw (1893–1972) und 1934 Praktikumsassistent am Museum für Naturgeschichte bei Hilbrand Boschma (1893–1976). Nachdem er am 16. März 1937 sein Doktoralsexamen absolviert hatte, promovierte Kuenen am 16. Juni 1939 mit der Arbeit Systematical and physiological notes on the brine shrimp, Artemia zum Doktor der Naturwissenschaften. 1939 erhielt er eine Stelle als Insektenforscher am Laboratorium der Firma Bataafse Petroleum Maatschappij der Royal Dutch Shell in Amsterdam, wechselte 1941 in gleicher Eigenschaft an das Zeelands Proeftuin in Wilhelminadorp bei Goes und wurde 1949 Konservator am Zoologischen Labor in Leiden.
Am 25. Februar 1950 wurde er auf die Professur der experimentellen Zoologie der Leidener Hochschule berufen, welche Aufgabe er am 20. März 1950 antrat und am 12. Mai 1950 seine Antrittsrede Insect en Milieu hielt. Am 16. Februar 1959 wurde der Unterweisungsauftrag in allgemeine Zoologie geändert. Im Akademiejahr 1964/65 wurde er Rektor der Alma Mater, in welcher Aufgabe er ebenfalls in der Amtszeit 1976–1979 wirkte. Am 1. Oktober 1969 wurde er außerordentlicher Professor der Umweltbiologie (niederländisch milieubiologie) und wurde Direktor am Rijksinstitut voor natuurbeheer in Arnhem. 1976 wurde er ordentlicher Professor der Naturwissenschaften und erhielt 1978 die ordentliche Professur für Umweltbiologie. Von 1972 bis 1978 leitete er als Präsident die Weltnaturschutz-Union (IUCN). Kuenens Forschungsschwerpunkt lag in der Untersuchung des Einflusses des Menschen auf die biologische Umwelt.
Maßgeblich bildete er so die Grundlagen der Umweltbiologie in den Niederlanden, wurde Direktor des von ihm initiierten Rijksinstituut voor Volksgezondheid en Milieu und diverser internationaler Gesellschaften. So wurde er beispielsweise 1951 Honorarmitglied der Royal Entomological Society of London, 1974 Mitglied der königlich niederländischen Akademie der Wissenschaften und 1978 ernannte man ihn zum Ehrendoktor der University of Dundee. 1966 wurde er Ritter des Ordens vom niederländischen Löwen, 1986 Kommandeur des Ordens von Oranien-Nassau und am 1. September 1979 wurde er aus seiner Professur emeritiert. 1980 wurde er Vorsitzender des Rats für Milieu- und Naturuntersuchungen (RMNO), welche Aufgabe er 1986 niederlegte.

## Familie
Kuenen verheiratete sich am 29. September 1939 in Den Haag mit Louisa Johanna Theodora Janssens (* 24. November 1911 in Den Helder; † 27. Mai 2002 in Oegstgeest), die Tochter des Seeoffiziers und Regierungsadviseurs der niederländischen Fischereizentrale Willem Johannis Janssens (* 21. November 1877 in 's-Hertogenbosch; † 30. Dezember 1942 in Dordrecht) und dessen Frau Andrina Dorothea Vriesendorp (* 12. Oktober 1882 in Dordrecht; † 13. Mai 1970 in Scheveningen). Aus der Ehe stammt ein Sohn und zwei Töchter. Von den Kindern kennt man:
- Johannes Gijsbrecht Kuenen (* 9. Dezember 1940 in Heemstede) Professor an der TU Delft, verheiratet mit Vibeke Boumeester
- Andrine (Andrien) Dora Kuenen (* 1943) verheiratet mit Otto Strack
- Dora (Doortje) Louisa Kuenen (* 1946) verheiratet mit Max Rutgers van Rozenburg

## Werke
- Systematical and physiological notes on the brine shrimp, Artemia. Leiden 1939
- Insect en milieu. Leiden 1950
- Insectenplagen, ontstaan en bestrijding. Leiden 1964
- Mens en milieu. Leiden 1965
- Zoölogie. Een algemene inleiding. Utrecht 1967, 1969
- Mens en natuur. Hoogwoud 1970
- Prikkebeen honoris causa. Leiden 1977
- Kwantiteit en kwaliteit. Leiden 1979
- Universities and environmental education. Paris 1986